# Monumento a los Sitios de Zaragoza

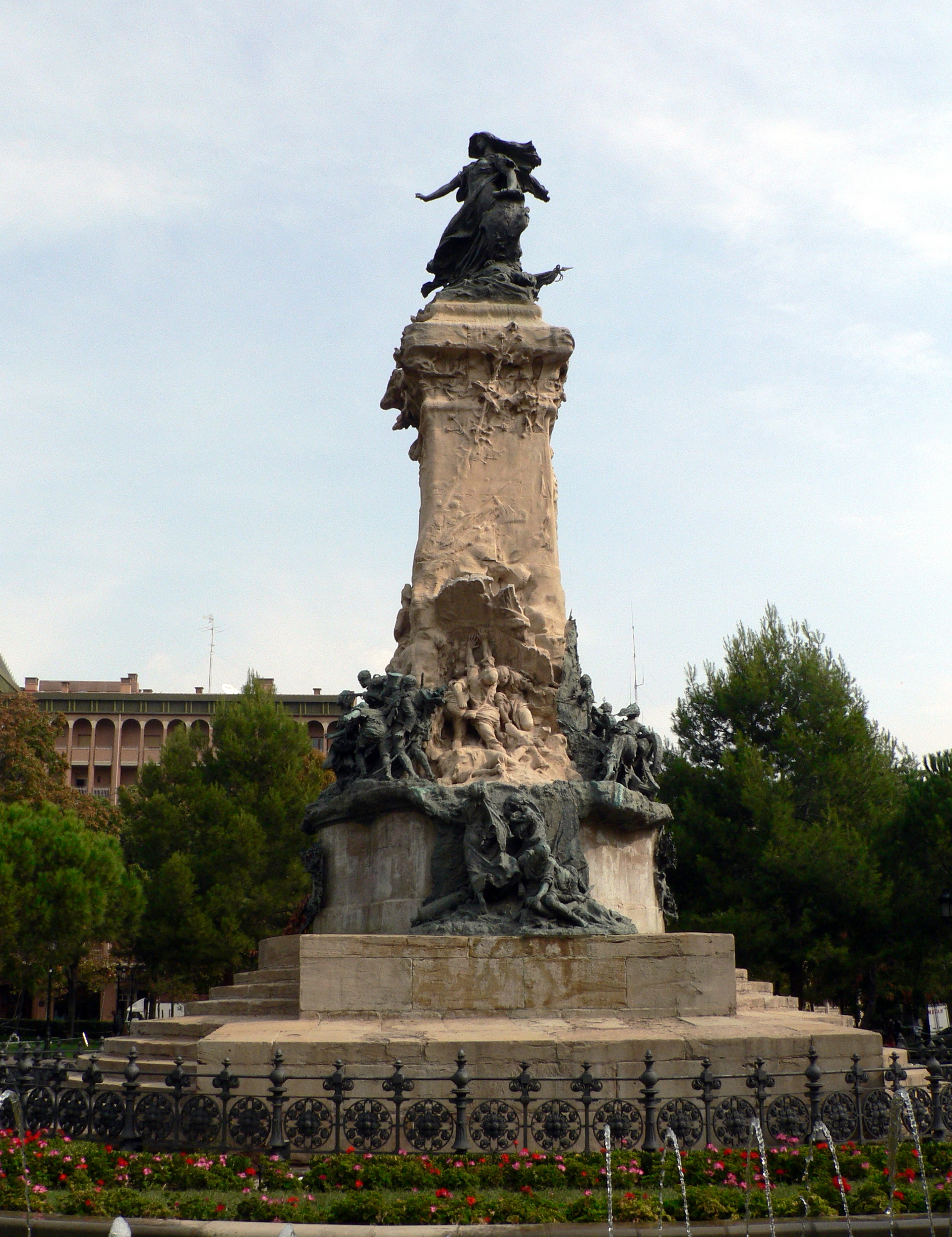
Monumento a los Sitios de Zaragoza, obra de Agustín Querol (1908).

El Monumento a los Sitios de Zaragoza es un grupo escultórico realizado en piedra y bronce por Agustín Querol en conmemoración del primer centenario del asedio francés de Zaragoza que se celebró en 1908 en el marco de la Exposición Hispano-Francesa de dicho año. El memorial está dedicado a representar los principales personajes que se destacaron en la defensa de la ciudad, como Agustina Zaragoza o José de Palafox, y se erigió en el recinto expositivo, actualmente plaza de los Sitios. Alfonso XIII presidió la inauguración solemne de este conjunto escultórico el 28 de octubre del citado año.
Debido a los numerosos problemas que tuvo la empresa de fundición Ballarín durante el proceso de fabricación de las figuras de bronce, la inauguración del monumento el 28 de octubre de 1908 se realizó con los modelos de yeso que Querol había elaborado, pintados de cobre para hacer el efecto del monumento acabado. El 20 de octubre de 1908, apenas ocho días antes de la fecha prevista de inauguración, los modelos fueron enviados en tren a Zaragoza para que se colocaran provisionalmente en el zócalo de piedra.
No fue hasta las fiestas del Pilar de 1909, casi un año más tarde de su inauguración oficial, cuando las figuras de bronce originalmente diseñadas por el escultor fueron finalmente colocadas en su lugar, consiguiendo así que el Monumento a los Sitios se mostrara tal como había sido concebido y los Héroes de los Sitios fueran honrados según el proyecto original.
El proyecto había sido encargado por la Junta del Centenario al escultor catalán, quien había satisfecho a la ciudad cuatro años antes con su Monumento a los mártires de la religión y de la patria (hoy en el centro de la plaza de España de Zaragoza), una obra del arquitecto Ricardo Magdalena que contaba con un grupo de esculturas realizadas por Querol. 
El monumento se compone de dos escalinatas en semicírculo que, en dos de sus costados, flanquean el pedestal en forma de prisma que, a su vez, recibe los relieves (de bulto alto y bajo) de las figuras y escenas más representativas de los sitios. Estas representan, en un lado, a Agustina Zaragoza al frente del cañón con que defendió la puerta de El Portillo, la sigue José Palafox quien encabeza un conjunto de varios defensores. Al otro lado se representa un grupo de heroínas que encabezan el traslado una pieza de artillería, seguidas de soldados. En el plano frontal figuran escenas talladas en la propia piedra del monumento donde la población civil apuntala con sus propios cuerpos las puertas desquiciadas de los conventos conventos de San Lázaro y Santa Isabel, que se habían convertido en baluartes defensivos de la defensa aragonesa.
Texturas de paños mojados y follaje, típicamente modernistas elevan la escultura hacia el remate, donde se alza una figura femenina que es alegoría de Zaragoza y extiende su mano sobre todos los personajes del cortejo de la base del monumento. Con la otra mano sostiene un escudo de la ciudad.
Según Manuel García Guatas es el «monumento más bello de Zaragoza» y representa del mejor modo la escultura monumental y alegórica cultivada por Agustín Querol al final de su carrera; el escultor murió poco después de la inauguración de esta estatua.